# Погорія
Погорія (пол. Pogoria) — річка в Польщі, у Бендзинському повіті Сілезького воєводства. Ліва притока Чорної Пшемши, (басейн Балтійського моря).

## Опис
Довжина річки 10,72 км, найкоротша відстань між витоком і гирлом — 9,24 км, коефіцієнт звивистості річки — 1,16 . Формується багатьма безіменними струмками та загатами.

## Розташування
Бере початок у місті Домброва-Гурнича. Тече переважно на південний захід і у місті Бендзин впадає у річку Чорну Пшемшу, праву притоку Пшемши.

## Цікаві факти
- На річці утворено 3 водосховища: Погорія I, Погорія II, Погорія III;
- У верхів'ї річку перетинає багатоколійна залізниця. На правому березі річки за 1,14 км розташована залізнична станція Домброва-Гурнича.[2]